# Остин Пауерс: Међународни човек мистерије
Остин Пауерс: Међународни човек мистерије (енгл. Austin Powers: International Man of Mystery) је америчка филмска комедија из 1997. године коју је режирао Џеј Роуч, по сценарију Мајка Мајерса.

## Радња филма
Главни лик је британски супершпијун Остин Пауерс (Мајк Мајерс), чији је стални ривал зликовац светске класе др Евил (Мајк Мајерс). Почетак приче сеже у далеку 1967. годину, где у тајном бункеру доктора (који је још једном планирао да уништи цео свет) негде у близини Лас Вегаса најбољи британски специјалац „покрива” негативца. Али успева, још једном, да у ракети побегне од праведног гнева вођа свих светских сила. Узлетео је у свемир на свом личном свемирском броду и тамо се замрзнуо до времена када ће целим светом завладати не слободна љубав, већ лукавство, зло и превара.
Пролази тридесет година. Летелица, која је направила орбиту око Сунчевог система, враћа се назад на Земљу и слеће у Неваду. Докторови верни сапутници, коначно чекајући свог духовног вођу, извели су га из суспендоване анимације, а др Евил је поново почело да кује нове планове. Истина, његове „бриљантне” идеје о стварању озонске рупе над планетом или договору о разводу од принца Чарлса како би затетурао британски краљевски двор сада су постале ирелевантне, већ да украде атомску бојеву главу из бивше совјетске републике Пелменистан и узме откупнину из целог света у износу од 100 милијарди (прво је др Евил хтео да тражи 1 милион, не знајући за инфлацију која се догодила за 30 година) долара ће бити таман. Тако је покренут озлоглашени пројекат „Вулкан” – најмоћнија подземна бушилица на свету, способна да пренесе нуклеарно пуњење до центра Земље. А онда ће сви вулкани на Земљи експлодирати и токови магме ће преплавити све градове и места.
Његови најближи сарадници − Фрау Фарбисина (Минди Стерлинг), заменик број 2, Италијанка Алота Фагина (Фабијанс Уденио), бивши ирски терориста Педи О'Брајан (Пол Дилон) и друге подједнако одвратне личности − представили су свог идола, др Евил, још једног члана. тима. Реч је о његовом рођеном сину Скоту Евилу (Сет Грин), рођеном из сперме лекара смрзнуте давне 1967. године.
Дакле, свету је представљен ултиматум од 100 милијарди и одлучено је да се пошаље исти отпорни Остин Пауерс да се бори против новопојављеног доктора Зла. И он је био замрзнут у криогеном складишту те незаборавне 1967. године, а сада је поново постао потребан да би се свет спасао од уништења. Истина, после тридесетогодишњег боравка на леду, Пауерс је показао неке менталне помаке (на пример, почео је да изговара све своје мисли наглас), али то више није било важно. Његов стари пријатељ и шеф Бејзил Звиждач (Мајкл Јорк) даје Остину дугоногу бринету, Ванесу Кенсингтон (Елизабет Харли), ћерку свог бившег партнера, госпође Кенсингтон, као Остинове помоћнице. И прерушени у младенце, Остин и Ванеса кренули су Остиновим приватним авионом у Лас Вегас да траже омраженог доктора Евила и спасу свет од још једне глобалне претње.